# All or Nothing (film)
All or Nothing is een Britse dramafilm uit 2002 onder regie van Mike Leigh.

## Verhaal
Penny en Phil zijn een Londens stel, dat aan de onderkant van de maatschappij leeft. Penny werkt in een supermarkt en Phil is taxichauffeur. Hun dochter Rachel is werkster en hun zoon Rory is werkloos. De relatie van Penny en Phil is een beetje uitgeblust, maar een onverwachte tragedie brengt hen weer samen.

## Rolverdeling
- Timothy Spall als Phil
- Lesley Manville als Penny
- James Corden als Rory
- Alison Garland als Rachel
- Ruth Sheen als Maureen
- Marion Bailey als Carol
- Paul Jesson als Ron
- Sam Kelly als Sid
- Kathryn Hunter als Cécile
- Sally Hawkins als Samantha
- Helen Coker als Donna
- Daniel Mays als Jason
- Ben Crompton als Craig
- Robert Wilfort als Dr. Simon Griffith
- Gary McDonald als Neville